# Węglewo (Ujście)
Węglewo (deutsch Kahlstädt) ist ein Dorf mit Schulzenamt in der Gemeinde Ujście in der Woiwodschaft Großpolen in Polen.
Węglewo liegt 7 Kilometer südlich von Ujście und 78 Kilometer nördlich von Poznań (Posen).

## Geschichte
Gegen Ende des 16. Jahrhunderts siedelten Deutschsprachige, vor allem aus Brandenburg und Pommern im früher dünn besiedelten Netzetal. Diese Bewegung wurde von den lokalen Grundbesitzern initiiert um ihre Erträge zu vergrößern. Zuerst wurden Dörfer nördlich der Netze angelegt, wie Schönlanke (1580). Kahlstädt, die erste Siedlung südlich der Netze erhielt im Jahr 1600 ein Schulzenamt. Das Dorf wurde an Mateusz Lochstede von Andrzej Przecławski, den Erben von Jabłonowo und Mirosław, geschenkt.
Die Vogtei war erblich und der Vogt hatte das Recht, 16 Siedler aufzunehmen, und jeder der Bauern sollte ein Stück Land bekommen. Er durfte eine Kirche, einen Friedhof und ein Pfarrhaus im Dorf bauen sowie einen frommen und vorbildlichen Priester seiner Wahl halten. Sowohl der Pfarrer als auch der Landvogt waren verpflichtet, ihr eigenes Land zu bestellen, wobei der Landvogt zwei Bauern zu seiner Unterstützung haben konnte, die nach eigenem Ermessen auch etwas Land besitzen konnten. Sieben Jahre lang waren alle Einwohner des Dorfes von der Steuer befreit; danach rechneten sie immer am St. Martinstag in Taler, Handarbeiten, Hühnern und Gänsen ab. Auch die Grundsätze der Viehweide, der Bienenzucht und der Führung eines Gasthauses waren genau festgelegt.
Ende des 19. Jahrhunderts bildeten Kahlstädt zusammen mit dem Gut Kegelsau eine Landgemeinde mit 71 Häusern und 621 Einwohnern. Neben den Protestanten (528 Personen), der zahlenmäßig stärksten Gruppe, lebten hier Katholiken (83) und Juden (10). Die Kirche wurde im 1887 gebaut. Vor dem Krieg gab es in Węglewo ein Gasthaus und zwei Geschäfte. Die folgenden Personen hatten ihre Werkstätten: Metzger, Schmied, Stellmacher, Tischler, Sattler.
Während der deutschen Besatzung im Zweiten Weltkrieg wurden ein katholischer Pfarrer und ein Dorfbewohner ins Konzentrationslager verbracht. 
Bis 1945 war das Dorf hauptsächlich von Deutschen bewohnt.
1946 wurde die Kirche römisch-katholisch eingeweiht. Von den jetzigen Einwohnern arbeiten viele im Spannbetonwerk im Miroslaw.

## Persönlichkeiten
- Charles Vetter (* 1858 in Kahlstädt; † 1941 in München), Zeichner und Maler des Impressionismus